# Strobilanthes mucronatoproducta
Strobilanthes mucronatoproducta är en akantusväxtart som beskrevs av Gustav Lindau. Strobilanthes mucronatoproducta ingår i släktet Strobilanthes och familjen akantusväxter. Inga underarter finns listade i Catalogue of Life.